# Гвідо д'Ареццо

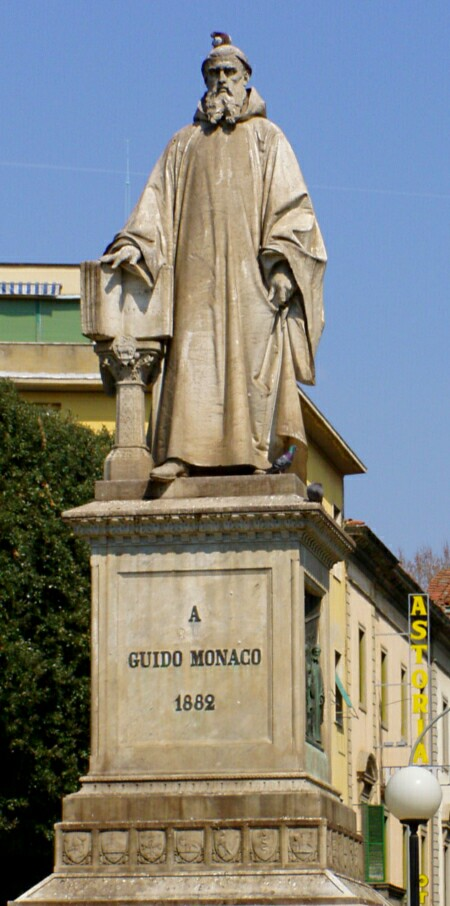
Пам'ятник Гвідо д'Ареццо

Гвідо д'Ареццо (Ґвідо Аретинський) (лат. Guido Aretinus, італ. Guido d'Arezzo, Guido Aretino; бл. 990 — бл. 1050) — італійський музичний теоретик, один з найвидатніших у добу середньовіччя. Монах-бенедиктинець.
Освіту одержав у монастирі біля Феррарі. Був бенедиктинським ченцем, учителем хорового співу, протягом деякого часу працював у монастирі в Ареццо (Тоскана).
Гвідо д'Ареццо — один з найбільших реформаторів у області музичної практики середньовіччя. Він увів у музичну практику систему сольмізації, 4-х лінійний нотний стан з літерним позначенням висоти звуку на кожній лінії і ключ. Реформа нотного письма Гвідо д'Ареццо створила передумови для точного запису музичних творів, зіграла важливу роль у розвитку композиторської творчості й лягла в основу сучасної нотації. Заміна невменної системи нотації на нову допомогла також скоротити строк навчання півчих — з десяти до двох років. Теоретично обґрунтував систему гексахордів.
У дидактичних цілях (швидке розучування незнайомих пісень) придумав систему сольмізації — (позначається терміном Гвідонова рука), в якій встановив збережені донині складові назви ступенів звукоряду (ut, re, mi, fa, sol, la) на основі акровірша молитви до Іоанна Хрестителя «Ut queant laxis»:
UT queant laxis → до
REsonare fibris → ре
MIra gestorum → мі
FAmuli tuorum → фа
SOLve polluti → соль
LAbii reatum → ля
Sancte Iohannes (Si) → сі
У перекладі з латинської мови: «Щоби слуги твої голосами своїми змогли оспівати чудні діяння твої, очисти гріх з наших зганьблених вуст, о, Святий Іоанне».
Склад «ut» — закритий, проспівати його подібно іншим важко; тому назва першої ноти октави «ut», в XVI столітті замінили на «do».

## Праці
- Micrologus id est brevis sermo in musica (бл. 1026) // Мікролог, або Коротке наставляння в музиці
- Prologus in antiphonarium // Пролог до антифонарія
- Regulae rhythmicae // Віршові правила [про музику]
- Epistola de ignoto cantu // Послання про незнайомий розспів

## Вшанування
- 7 вересня згадується щороку в церковному календарі Католицької церкви.
- На честь д'Ареццо названий кратер на Меркурії.